# Karl Bürker

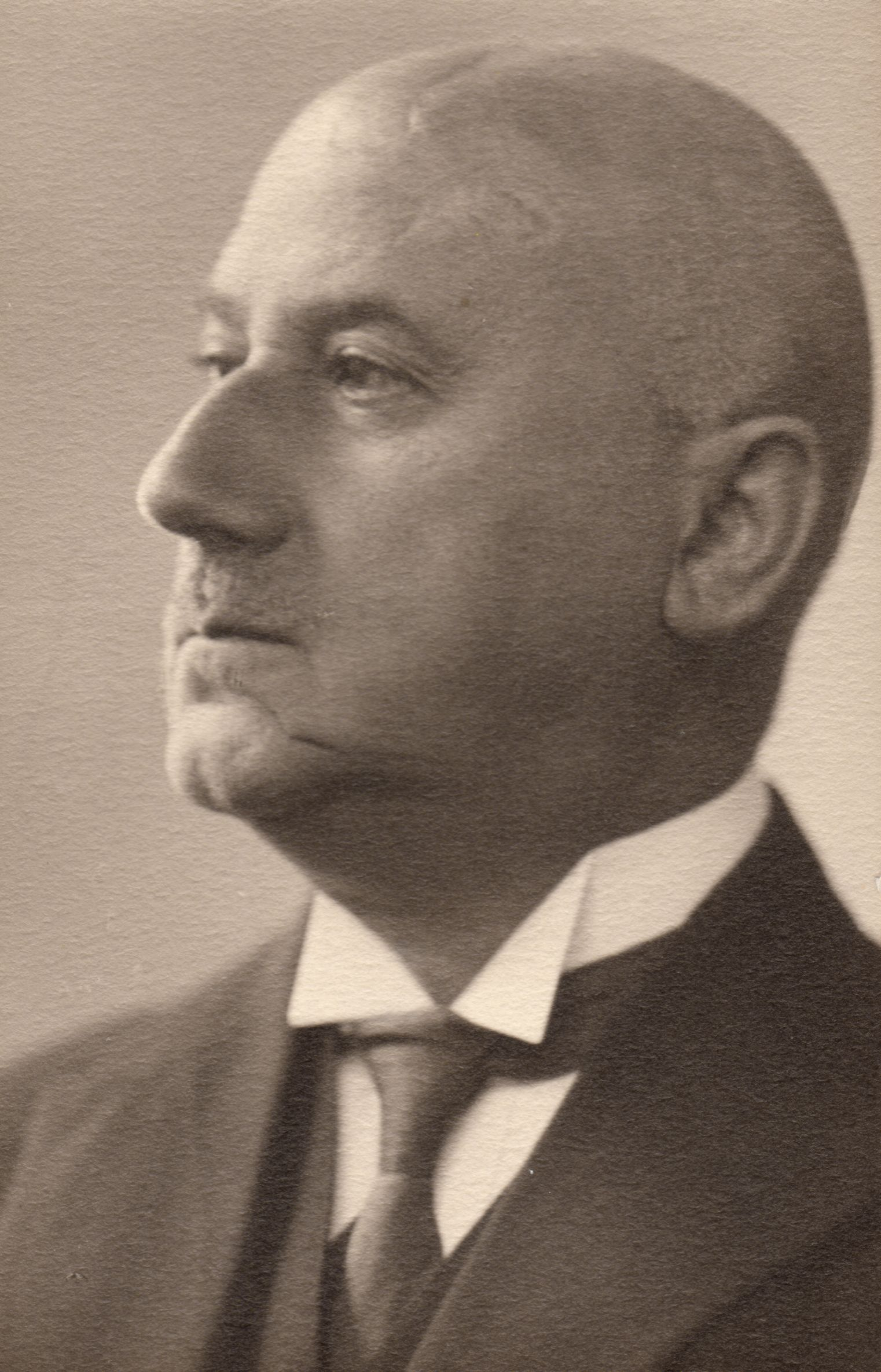
Karl Bürker

Karl Bürker als Tübinger Franke, 1894

Karl Bürker (* 10. August 1872 in Zweibrücken; † 15. Juni 1957 in Tübingen) war ein deutscher Physiologe und Medizinhistoriker. Seine wissenschaftlichen Schwerpunkte waren die Thermodynamik des Muskels und die Physiologie des Blutes.

## Leben
Bürker studierte an der Eberhard-Karls-Universität Tübingen. 1893 wurde er im Corps Franconia Tübingen aktiv. Er wurde 1897 zum Dr. sc. nat. und 1900 zum Dr. med. promoviert. 1901 habilitierte er sich für Physiologie. 1904 wurde er a.o. Professor unter Paul Grützner.
1917 folgte er dem Ruf der Hessischen Ludwigs-Universität auf ihren Lehrstuhl für Physiologie an der Medizinischen Fakultät, wo er auch die Studenten der Veterinärmedizin ausbildete. Zweimal war er Dekan seiner Fakultät. Für das akademische Jahr 1925/26 wurde er zum Rektor der Ludwigs-Universität gewählt. 1937 emeritiert, lehrte er noch bis 1940 Physiologie und war danach bis 1944 noch Lehrbeauftragter für Geschichte der Medizin bzw. für Neue Deutsche Heilkunde. Dann kehrte er nach Tübingen zurück. Nach seiner Emeritierung wurde Bürkers Lehrgebiet geteilt: das bisherige Physiologische Institut der Medizinischen Fakultät nannte sich Institut für Physiologische Chemie und die Veterinärmedizinische Fakultät erhielt ein neues Veterinär-Physiologisches Institut (ab 1938. Prof. Paul Luy).
Mit Paul Linser betrieb er nach dem Krieg den Wiederaufbau des Corps und des Tübinger Senioren-Convents. Als 80-Jähriger bekannte er sich in aller Entschiedenheit zum Corpsstudententum.

„Es wäre doch besser, die allgemeine Gleichmacherei im Staate aufzuheben und mehr zu differenzieren; denn die Differenzen sind das belebende Element in der belebten Natur. ... Man neidet uns die Mensuren, lässt aber die rohen Boxereien zu. Wo ist die vielgerühmte Freiheit des Individuums? Wir müssen darlegen, daß wir das ritterliche Waffenspiel als notwendig für die Erziehung des jungen Mannes erachten. Die Selbsterziehung ist das Wesentlichste in der Corporation.“

Von seinen beiden Söhnen war Ulrich Oberst i. G. und später Regierungsdirektor in Saarbrücken. Der andere Konrad (* 1909) – auch Tübinger Franke – war Chirurg in einem Marinelazarett der Kriegsmarine. Er meldete sich als Stabsarzt zu den U-Booten und fiel.

## Ehrungen

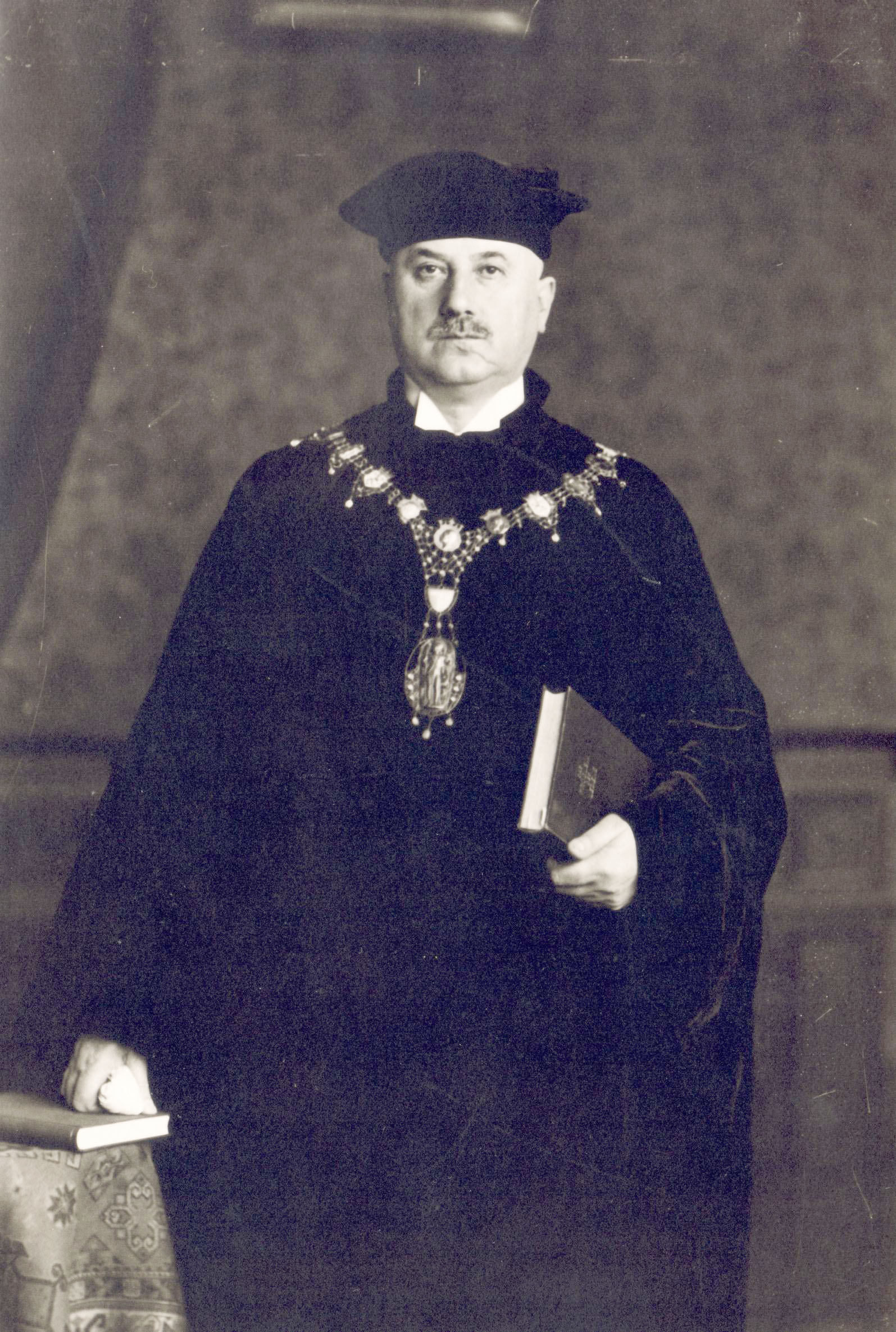
Rektor Bürker

- Ehrenmitglied des Corps Franconia Tübingen (1921)[1]
- Dr. med. vet. h. c. der Ludwigs-Universität Gießen[1]
- Mitglied der Königlich-Preußischen Akademie der Wissenschaften
- Mitglied der Deutschen Akademie der Naturforscher Leopoldina (seit 1925)

## Werke
- Gewinnung, qualitative und quantitative Bestimmung des Hämoglobins. Hirzel 1910. GoogleBooks
- Das Grundübel der älteren Zählmethoden für Erythrocyten und seine Beseitigung. Mit besonderer Rücksicht auf Versuche im Hochgebirge. Hager 1913. GoogleBooks
- Vier Ansprachen, gehalten bei der Helmholtzfeier am 4. Dezember 1921 im großen Hörsaal des Kollegiengebäudes zu Gießen. 1921. GoogleBooks
- Die Verteilung des Hämoglobins auf die Oberfläche der Erythrocyten. 1922. GoogleBooks
- Neueres über die Zentralisation der Funktionen im höheren Organismus. Akademische Rede zur Jahresfeier der Hessischen Ludwigs-Universität am 1. Juli 1926. GoogleBooks
- Chronik der Hessischen Ludwigs-Universität. Töpelmann 1926. GoogleBooks
- Genauere Hämoglobinbestimmungen und Erythrocytenzählungen zur Ermittlung des absoluten Hämoglobingehaltes eines Erythrocyten und des Hämoglobins pro Quadratmikron Oberfläche des Erythrocyten. Urban & Schwarzenberg 1927. GoogleBooks
- Die Lebensvorgänge des menschlichen Körpers. Lutz 1929.
- Die ‰-Entwicklung der Kolorimetrie und Photometrie. Festschrift Ernst Leitz zum 70. Geburtstag. 1941. GoogleBooks
- Die physiologischen Wirkungen des Höhenklimas, 1943. GoogleBooks
- Justus von Liebig und die Medizin. 1957. GoogleBooks
- mit Erich Adler, Albert Alder, Georg Barkan, Roland Brinkman, Hans Fischer, Anton Fonio, Rudolf Höber, Göran Liljestrand, Werner Lipschitz, Erich Meyer, Leonor Michaelis, Paul Morawitz, Simon Marcel Neuschlosz:  Blut, in Blut und Lymphe, 2 Teile, Springer 1928[10]